# Illmitz
Illmitz (ungarisch Illmic) ist eine Marktgemeinde mit 2333 Einwohnern (Stand 1. Jänner 2025) im Bezirk Neusiedl am See im Burgenland in Österreich. Sie liegt im Osten des Neusiedler Sees im so genannten Seewinkel.

## Geografie
Illmitz ist die flächengrößte Gemeinde des Burgenlands. Im Süden grenzt das Gemeindegebiet an Ungarn, im Westen an den Neusiedler See, im Norden an Podersdorf am See und im Osten an Apetlon.

### Nachbargemeinden
| Oggau (EU)                         | Podersdorf am See                           |         |
| Rust (Statutarstadt) Mörbisch (EU) | Kompassrose, die auf Nachbargemeinden zeigt | Apetlon |
| Sopron, Ungarn                     |                                             |         |

## Geschichte

### 3200 vor Chr. bis 1217
Der älteste Fund auf Illmitzer Boden, ein spätjungsteinzeitlicher Grabfund (wahrscheinlich aus der Kugelamphorenkultur), stammt aus der Ried „Teilung“. Zahlreiche Streufunde, von der Jungsteinzeit an bis zur Römerzeit, konnten aus den Fluren um den Oberen Stinkersee zutage gebracht werden. Der bekannteste ist ein rund 3200 Jahre altes Steinkistengrab mit einem „Seelenloch“.
Der Fund ist im Naturhistorischen Museum in Wien ausgestellt. 1958 wurde in den „Schellgärten“ ein römischer Weihaltar zu Ehren des Gottes Mithras gefunden. Ein weiterer Kulturgegenstand aus der Römerzeit (1.–2. Jahrhundert n. Chr.) ist eine relativ große (etwa 25 cm) Amorstatue. Nachweislich haben in Illmitz auch Awaren gelebt; in der heutigen Seegasse, in der ehemaligen Ziegelgrube, wurden 17 awarische Gräber entdeckt.
Um circa 995 heiratete Stephan I. Gisela von Bayern. Darauf siedelten sich viele Bayern unter anderem auf dem Gebiet des Burgenlandes (Deutsche Ostsiedlung) und auch im heutigen Seewinkel an. Diese Siedler gelten als direkte Vorfahren der heutigen „Illmitzer“ Bevölkerung. Es entstand ein nahezu geschlossen deutschsprachiges Gebiet außerhalb der Grenzen des Heiligen Römischen Reiches, das man später als Habsburgisch-Ungarn bzw. Deutsch-Westungarn bezeichnete.

### Erstmalige Erwähnung
Erstmals urkundlich erwähnt wurde Illmitz als „Pred. Ygmeleech“ bzw. „Illmeuch“ im Jahr 1217. In diesem Jahr schenkte Propst Herkules von Eisenburg aus dem Geschlecht der Osl seinen Illmitzer Besitz (Oberillmitz) dem Eisenburger Domkapitel, was der ungarische König Andreas II. bestätigte.

### Besitzer der Gebiete
Besitzmäßig war das Gebiet in ein Ober- und Unterillmitz geteilt. Unterillmitz war im Besitz von weltlichen Grundherrschaften. In mehreren Urkunden wird über zahlreiche Besitzstreitigkeiten gegen Ende des 14. Jahrhunderts berichtet. 1410 kam Unterillmitz in den Besitz der adeligen Familie Kanizsai, Besitzer der Herrschaft Eisenstadt. Im Jahr 1622 übergab Kaiser Ferdinand II. die Herrschaft Eisenstadt und die Grafschaft Forchtenstein an Nikolaus I. Esterházy. Mit der „Rückgliederung Eisenstadts an Ungarn im Jahr 1649“ wurde Unterillmitz ein Teil des Komitates Wieselburg. Bei einer Neueinteilung der Esterházyschen Grundherrschaft im 18. Jahrhundert kam Unterillmitz zur Herrschaft Frauenkirchen. Oberillmitz war geistlicher Besitz, es gehörte dem Propst von Eisenburg, ab 1217 dem Domkapitel Eisenburg. Im Jahr 1777 ging der Besitz mit der Verlegung des Kapitels nach und nach auf Steinamanger über. 1802/1803 wurde der gesamte Ort dem Komitat Wieselburg eingegliedert.

### Geschichte der Illmitzer Kirche
Die alte Martinskirche ist urkundlich im Jahr 1299 erwähnt. Sie stand in Unterillmitz, auf der Anhöhe beim Kirchsee. Da das Wasser des Sees und der Lacken anstieg, konnte sie nur schwer besucht werden. Die Gemeinde musste aufgegeben werden (1363), daher verödete auch die Kirche. Erst im Jahr 1438 konnte sie wieder instand gesetzt werden. Eine Neubesiedelung des Ortes erfolgte zu Beginn des 15. Jahrhunderts. In dieser Zeit dürfte es hier auch schon eine Pfarrschule gegeben haben. 1437–1468 studierten bereits mehrere Studenten aus Illmitz, die ihr Grundwissen wohl in der Heimatschule erworben hatten, an der Wiener Universität.
Als die Türken im Jahr 1529 verheerend durch den Seewinkel zogen, hatte auch Illmitz zu leiden. Der Protestantismus fasste im Ort bereits sehr früh Fuß. Durch die Restaurationsbestrebungen der Esterházy war der Ort aber 1674 wieder überwiegend katholisch.

Illmitz (rechts unten) am damals ausgetrockneten Neusiedler See, um 1873 (Aufnahmeblatt der Landesaufnahme)

### 1630 bis 1898
Illmitz erlebte auch im Türkenkrieg 1683, im Bocskayaufstand 1605 sowie im Bethelen- und Kuruzenkrieg (1620, 1704–1709) das gleiche Schicksal wie die anderen Orte des Seewinkels.
Im Jahr 1767 erließ Kaiserin Maria Theresia das Urbarialpatent, das die Bauern gegen die Willkür der herrschaftlichen Beamten schützte. Die Bauernbefreiung 1848 brachte die Abschaffung der adeligen Vorrechte und der Grunduntertänigkeit. Der von den Bauern bewirtschaftete Pachtgrund ging gegen eine Ablöse in deren Eigentum über, Weide und Wald blieben Gemeinschaftsbesitz. Gegen Ende des 19. Jahrhunderts war die Viehwirtschaft die wichtigste Einnahmequelle der Illmitzer. 1898 wurde in Illmitz die erste Milchgenossenschaft des Komitats Wieselburg gegründet. Der „Illmitzer Käse“ wurde sowohl in Wien als auch in Budapest überaus geschätzt.
Seit 1898 musste aufgrund der Magyarisierungspolitik der Regierung in Budapest der ungarische Ortsname Illmic verwendet werden.
In der zweiten Hälfte des 19. Jahrhunderts kam es auch im Seewinkel zu großen Auswanderungswellen vor allem nach Nordamerika.

### 1905 bis 1921
1905 wurden das Straßendorf Oberillmitz und das Angerdorf Unterillmitz vereinigt. Der Ort gehörte wie das gesamte Burgenland bis 1920/21 zu Ungarn (Deutsch-Westungarn). Nach Ende des Ersten Weltkriegs wurde nach zähen Verhandlungen Deutsch-Westungarn in den Verträgen von St. Germain und Trianon 1919 Österreich zugesprochen. Der Ort gehört seit 1921 zum neu gegründeten Bundesland Burgenland (siehe auch Geschichte des Burgenlandes).

### 1939 bis 1945
Während des Zweiten Weltkrieges kam es bei Illmitz zu keinen wesentlichen Gefechten. Hier half die abgeschiedene Lage des Ortes, wo weder verteidigt wurde, noch erobert werden musste. Überwiegend im Luftraum über Illmitz kam es zu Gefechten, welche Notlandungen und Abstürze nach sich zogen. Illmitz lag nahe der Flugroute alliierter Bomberverbände, die Wiener Neustadt als Rüstungsziel (Messerschmitt Bf 109, Daimler-Benz Flugmotorenproduktion) bombardieren wollten. Zudem wurde der Neusiedlersee und das angrenzende Umland als Übungsfluggebiet der Luftwaffe (Wiener Neustadt) verwendet.

### Ab den 1950er Jahren
1955 gab es einen verheerenden Brand in Illmitz, bei dem ganze Gassen abbrannten. Da ein Großteil der Häuser mit Schilf gedeckt war, griff das Feuer rasch auf andere Gebäude über. Die schlechte Ausrüstung der Feuerwehren nach dem Zweiten Weltkrieg erschwerte die Löscharbeiten merklich.
1967 wurde der Ort zur Marktgemeinde erhoben. 1967–1972 wurde die Hauptschule errichtet. Die Seebadanlage wurde erweitert, und im Ort entstanden einige Grünanlagen. Ein weiteres wirtschaftliches Standbein in Illmitz, der Tourismus, verzeichnete in den 1970er Jahren einen Aufschwung: Illmitz wurde zur drittgrößten Tourismusgemeinde des Burgenlandes.
In den 1960er und 1970er Jahren begann ein rasanter Wirtschaftsaufschwung in der Gemeinde. Rückgang der Viehzuchtbetriebe, Expansion in der Weinwirtschaft und der einsetzende Massentourismus vor allem aus Deutschland veränderten die Gemeinde nachhaltig.
In dieser Zeit setzte auch ein tiefgreifender Modernisierungs- und Bauboom ein. Infrastrukturmaßnahmen wie Abwasser-, Stromleitungen sowie Straßenbaumaßnahmen wurden eingeleitet. Leider nahm man, dem Zeitgeist entsprechend, keine Rücksicht auf alte Bausubstanz und den damals zahlreich vorhandenen Barockgiebelfassaden. Seither wird das Ortsbild oft von Allerweltsstockhäusern und Siebzigerjahre-Zweckbauten geprägt.
Beispielhaft für diese Zeit ist auch das Projekt Neusiedler-See-Brücke von Landeshauptmann Theodor Kery aus den Jahren 1970/71, welches die verkehrstechnische Erschließung des Seewinkels, durch eine Brücke zwischen Mörbisch und Illmitz ermöglichen hätte sollen. Anlässlich der Eröffnung der Hauptschule Illmitz 1971 sagte Kery: „Wir wollen das ganze Land aufbauen und kein Gebiet als Reservat zurücklassen, in dem die Menschen abwandern, weil sie keine modernen Lebensbedingungen vorfinden.“
Letzten Endes wurde die Brücke nicht gebaut, nicht nur wegen des negativen Gutachtens der einberufenen deutschen Expertenkommission, sondern auch wegen der langsam reifenden Einsicht, dass der Erhalt der Jahrhunderte gewachsenen Natur- und Kulturlandschaft, als sehenswerte Attraktion, ökonomisch, ökologisch und auch touristisch ertragreicher erschien.
Am 12. Februar 1993 wurde der Nationalpark Neusiedler See – Seewinkel eröffnet.
Am 3. April 2020 kam es seeseitig zu einem größeren Brand im Schilfgürtel, der am Folgetag mit Unterstützung von 2 Hubschraubern des Bundesheers mit je einem 3 m³ Wasser fassenden Löschgefäss gelöscht wurde.

### Bevölkerungsentwicklung
| Illmitz: Einwohnerzahlen von 1869 bis 2025          | Illmitz: Einwohnerzahlen von 1869 bis 2025 | Illmitz: Einwohnerzahlen von 1869 bis 2025 | Illmitz: Einwohnerzahlen von 1869 bis 2025 | Illmitz: Einwohnerzahlen von 1869 bis 2025 |
| --------------------------------------------------- | ------------------------------------------ | ------------------------------------------ | ------------------------------------------ | ------------------------------------------ |
| Jahr                                                |                                            |                                            |                                            | Einwohner                                  |
| 1869                                                | 1869                                       |                                            | 1.662                                      | 1.662                                      |
| 1880                                                | 1880                                       |                                            | 1.898                                      | 1.898                                      |
| 1890                                                | 1890                                       |                                            | 1.853                                      | 1.853                                      |
| 1900                                                | 1900                                       |                                            | 1.929                                      | 1.929                                      |
| 1910                                                | 1910                                       |                                            | 1.867                                      | 1.867                                      |
| 1923                                                | 1923                                       |                                            | 2.042                                      | 2.042                                      |
| 1934                                                | 1934                                       |                                            | 2.165                                      | 2.165                                      |
| 1939                                                | 1939                                       |                                            | 2.241                                      | 2.241                                      |
| 1951                                                | 1951                                       |                                            | 2.261                                      | 2.261                                      |
| 1961                                                | 1961                                       |                                            | 2.316                                      | 2.316                                      |
| 1971                                                | 1971                                       |                                            | 2.376                                      | 2.376                                      |
| 1981                                                | 1981                                       |                                            | 2.392                                      | 2.392                                      |
| 1991                                                | 1991                                       |                                            | 2.517                                      | 2.517                                      |
| 2001                                                | 2001                                       |                                            | 2.595                                      | 2.595                                      |
| 2011                                                | 2011                                       |                                            | 2.438                                      | 2.438                                      |
| 2021                                                | 2021                                       |                                            | 2.371                                      | 2.371                                      |
| 2025                                                | 2025                                       |                                            | 2.333                                      | 2.333                                      |
| Quelle(n): Statistik Austria, Gebietsstand 1.1.2021 |                                            |                                            |                                            |                                            |

## Kultur und Sehenswürdigkeiten

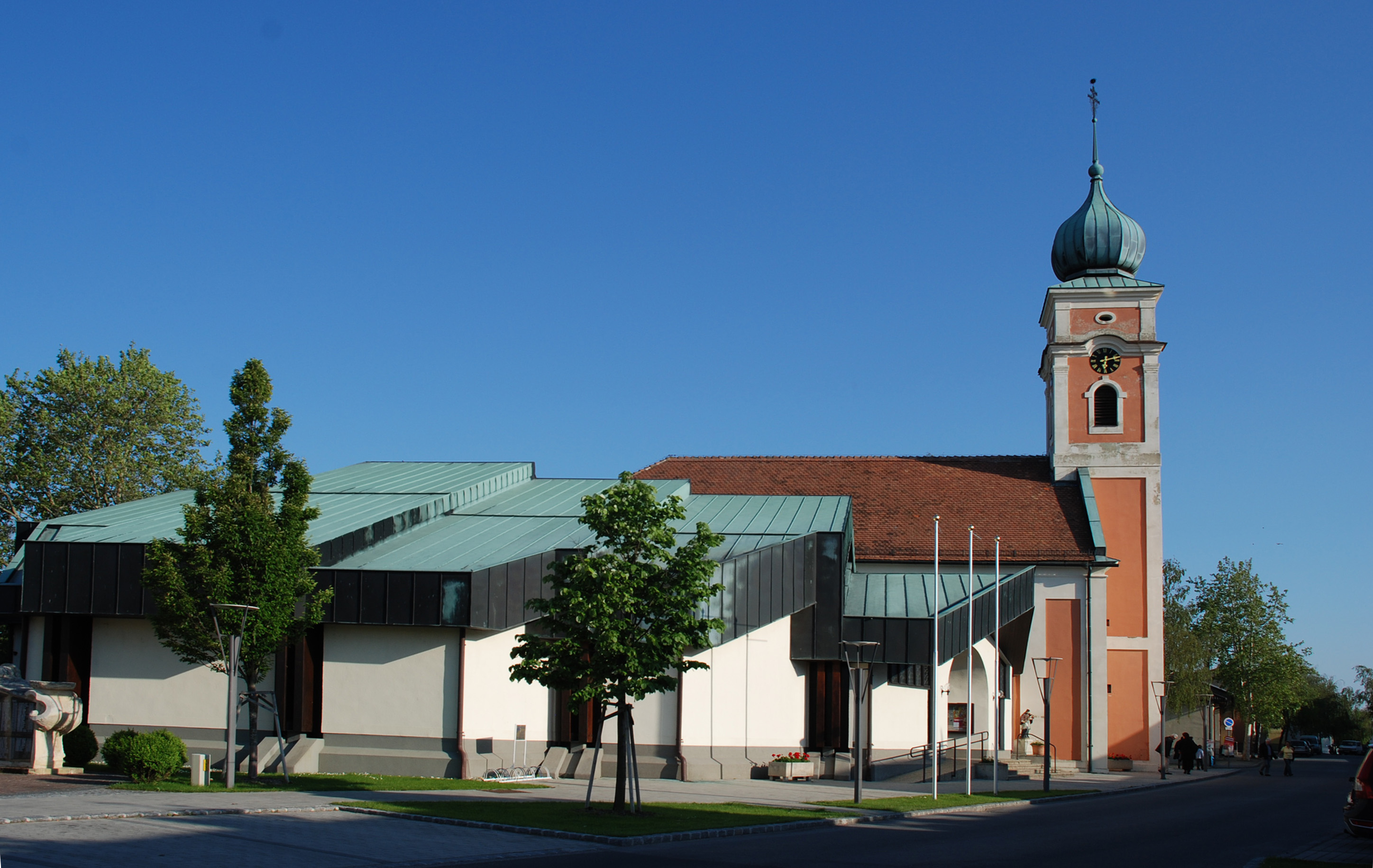
Pfarrkirche Illmitz

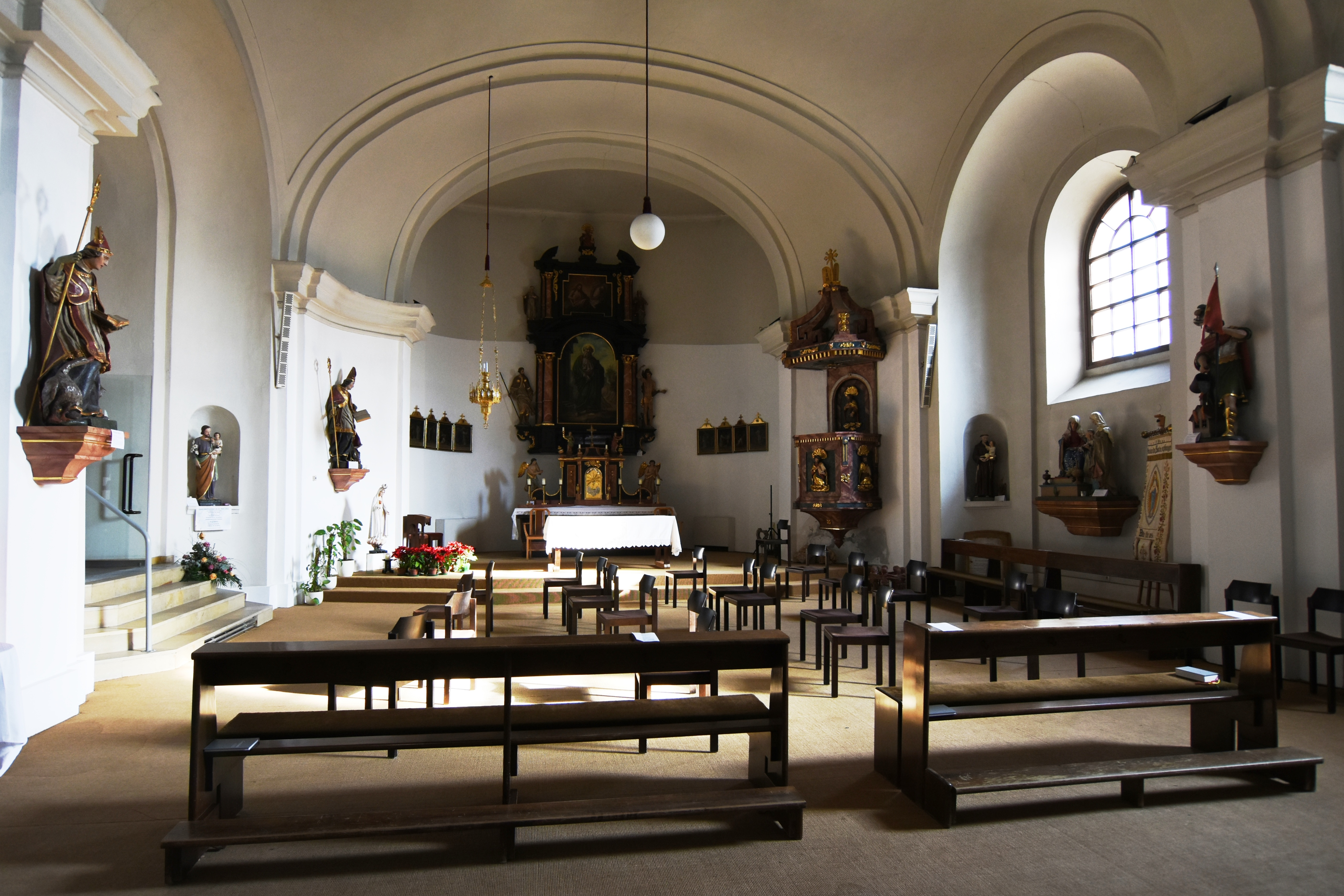
Innenraum der Pfarrkirche

- Die Pfarrkirche Illmitz hl. Bartholomäus ist eine katholische Pfarrkirche. Da die alte Martinskirche auf der Anhöhe beim Kirchsee nur schwer erreicht werden konnte, entstand im Dorf 1715 eine Kapelle, die der Heiligen Familie geweiht war. 1775 wurde an ihrer Stelle der Grundstein für die heutige Kirche gelegt. Sie wurde im spätbarocken Baustil errichtet und war 1792 fertiggestellt. Schließlich kam es in den Jahren 1977/78 zu einer Vergrößerung in Form eines modernen Neubaus an der Nordseite. Da der Denkmalschutz einen totalen Abriss der alten Kirche verhinderte, wurden nur die „Seitenflügel“ geschleift und der Zubau errichtet. Der Hochaltar (bez. 1783) stammt aus dem aufgelassenen Augustinerinnenkloster in Eisenstadt. Er besteht aus einem zweigeschoßigen Aufbau mit dem Altarbild des hl. Bartholomäus. Die barocken Holzfiguren und die Pietàsäule mit Engelkopfkapitell stammen aus der ersten Hälfte des 18. Jahrhunderts.
- Kriegerdenkmal mit Pietà: Auf dem Hauptplatz vor dem Brunnen stand ursprünglich eine Steinplastik aus dem Jahr 1757. Heute steht auf dem neu gestalteten Platz vor dem Pfarramt das Kriegerdenkmal.

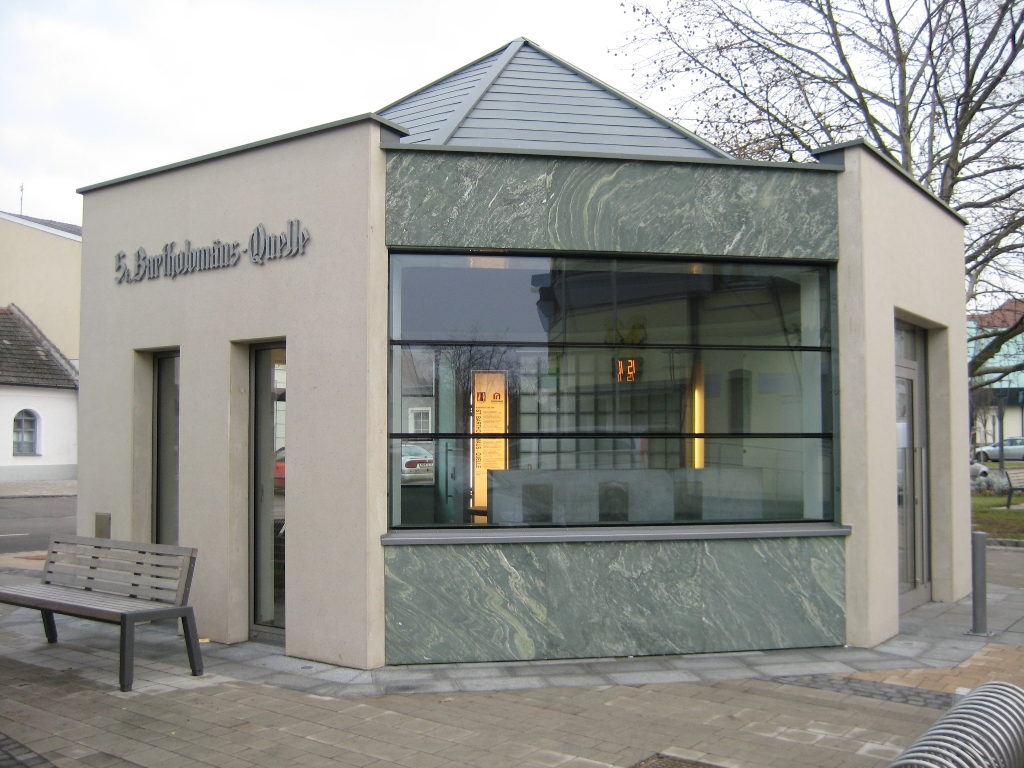
St. Bartholomäus-Quelle

- St. Bartholomäus-Quelle: Wegen der seinerzeitigen seichten und meist offenen Dorfbrunnen, deren Wasser überaus hoch mineralisiert waren und die in den meisten Fällen in hygienischer Hinsicht kein einwandfreies Wasser enthielten, wurde in den Jahren 1930/31 die Bartholomäus-Quelle erbaut. Der halbartesische Brunnen fördert aus einer Tiefe von 188 Metern Heil- und Mineralwasser zutage. Die Bartholomäus-Quelle ist seit 1996 von der burgenländischen Landesregierung als Heilquelle anerkannt. Das sogenannte „Arteserwasser“ enthält viel freie Kohlensäure mit einer schwach sauren Reaktion. Der Natrium-Hydrogencarbonat-Mineral-Trinksäuerling eignet sich besonders für Trinkkuren bei Magen-Darm- und Harnwegserkrankungen. Das alte Brunnengebäude wurde im Zuge der Hauptplatzgestaltung komplett geschleift und dann ein neues Gebäude mit einer Natursteinausstattung aus Dorfergrün errichtet.
- Ortsbild: Zahlreiche Störche, die auf den Dächern von Illmitz nisten, prägen das Ortsbild. In Illmitz sind bis heute noch vereinzelt alte, schilfgedeckte Häuser erhalten geblieben.
- Zwerchhof: der Zwerchenhof mit Barockgiebel und Schilfdach ist das älteste erhaltene Bauernhaus. Das Haus steht unter Denkmalschutz und gilt als das besterhaltene Bauernhaus des Seewinkels. Es ist zum Teil über 250 Jahre alt, aus gepressten Lehmziegeln erbaut und besitzt einen restaurierten Innenhof sowie eine alte Weinpresse. Aus diesem barocken Bauernhaus und dem benachbarten Ganglhof entstand der heutige Florianihof, der schon etliche Male brannte.
- Kreuzscheune Illmitz: Die denkmalgeschützte Pußtascheune beherbergt eine Heurigenschänke.
- Umgebung: In der Umgebung sind noch alte Ziehbrunnen und die charakteristischen Schilfhütten der Hirten zu sehen.
- Nationalpark Neusiedler See-Seewinkel: Der Nationalpark wurde 1993 eröffnet.
- Neusiedler See: Illmitz liegt am östlichen Ufer des Neusiedler Sees.
- Obere Stinkersee

### Freizeit und Sport
- Strandbad Illmitz
- Kino
- Fußballverein
- Tennisverein
- Skatepark
- Hartplatz
- Volleyballplatz

## Wirtschaft und Infrastruktur

### Verkehr
Lange Zeit waren Illmitz und die anderen Seewinkelgemeinden zwischen dem Neusiedler See im Westen und der eigenwilligen Grenzziehung zwischen Österreich und Ungarn im Süden und Osten eingegrenzt. Vor allem der Bau des Eisernen Vorhangs und der Ungarnaufstand 1956 kappten sämtliche Verbindungen nach Ungarn, die trotz des Endes der Monarchie bis nach dem Zweiten Weltkrieg wirtschaftlich, gesellschaftlich und verkehrstechnisch nahezu vollkommen intakt blieben. Danach wurde die deutsche Minderheit aus Ungarn vertrieben.
Heute sind die Grenzen offen, der Neusiedlersee bleibt aber natürliche Barriere. Eine weiträumige verkehrstechnische Umschließung des Seewinkels erfolgte jedoch ab den 1990er Jahren. Im Norden ist die Ost Autobahn A 4 wichtigste Verkehrsverbindung und im Süden plant Ungarn derzeit eine Schnellstraßenverbindung (M85) zwischen Sopron (Ödenburg) und der M1.
Die öffentliche Verkehrsanbindung wird durch die ÖBB-Postbus GmbH betrieben. Die Busse sind großteils vom Typ Iveco Crossway LE und fahren ungefähr im Stundentakt. Die Strecke nach Neusiedl beträgt ca. 25 km und erfordert circa 25 Minuten Fahrtzeit. Illmitz liegt im Verkehrsverbund Ost-Region. Die Neusiedler-Seebahn hat Bahnhöfe in Neusiedl am See und Parndorf.

### Ansässige Unternehmen

#### Weinbau
Die Geschichte des Weinbaues in Illmitz geht bis in das Jahr 1598 zurück, als der erste Weingarten in der Gemeinde urkundlich belegt wurde. Ende der 1950er Jahre vollzog sich in der Landwirtschaft in Illmitz ein Strukturwandel: Der Weinbau löste die Viehwirtschaft und den Ackerbau ab. Neben der Bodenbeschaffenheit spielten das pannonische Klima und der Neusiedler See eine entscheidende Rolle für den Erfolg der Weinwirtschaft. 1955 entstanden die ersten Hochkulturen nach Lenz Moser. 1976 wurde erstmals ein „World Champion“ an einen Illmitzer Wein vergeben. Den großen Einbruch in der Weinwirtschaft verursachte 1985 der Glykolskandal, in dessen Folge der Fassweinpreis stark zurückging. Extremer Frost und die Trockenheit trugen dazu bei, dass ab 1992 viele Bauern ihre Weingärten rodeten bzw. stilllegten (440 ha) und aus der Landwirtschaft teilweise ausschieden. Illmitz ist die größte Prädikatsweinbaugemeinde Österreichs und wurde über 20-mal mit dem „World Champion“ in der Kategorie „Süßweine“ und „Sekte“ auf der internationalen Weltweinmesse in Ljubljana ausgezeichnet. Aufgrund der mehrfach ausgezeichneten Weißweine, die in Illmitz produziert werden, wird der Ort auch „Boden der Weltmeisterweine“ genannt. Er ist für seine Süßweine bekannt. Winzer wie Alois Kracher, Stefan Tschida und Willi Opitz sind vielfach ausgezeichnet. Illmitz ist eine reine Weinbaugemeinde mit knapp 40 % der landwirtschaftlichen Nutzfläche als Rebfläche. Mehr als die Hälfte der Weinbaubetriebe ist zwischen zwei und zehn Hektar groß, somit überwiegt die kleinbäuerliche Betriebsgrößenstruktur. Diese Situation verändert sich aber von Jahr zu Jahr zunehmend. Die kleinen Betriebe geben nach und nach ihre Wirtschaften auf und die großen rentablen Güter (12 bis 30 ha und mehr) expandieren. Das Klima ermöglicht den Ausbau aller Qualitätsstufen – von leichten, fruchtigen Qualitätsweinen über die Spätlesen bis hin zu hochedlen, natursüßen Beeren- und Trockenbeerenauslesen. Auch der Wein hat sich in puncto Qualität stark verändert. Wurde z. B. bis in die 1970er Jahre fast ausschließlich Tafelwein produziert, so wird heute vermehrt auf die Produktion von Qualitätsweinen gesetzt, da sich die Marktansprüche komplett verändert haben. Neben Weißweinen werden auch Rotweine in Illmitz angebaut. An Rebsorten werden hier Blaufränkisch, Zweigelt, St. Laurent, Bouvier, Sämling (Scheurebe), Grüner Veltliner, Pinot Gris, Welschriesling u. v. m. angebaut.

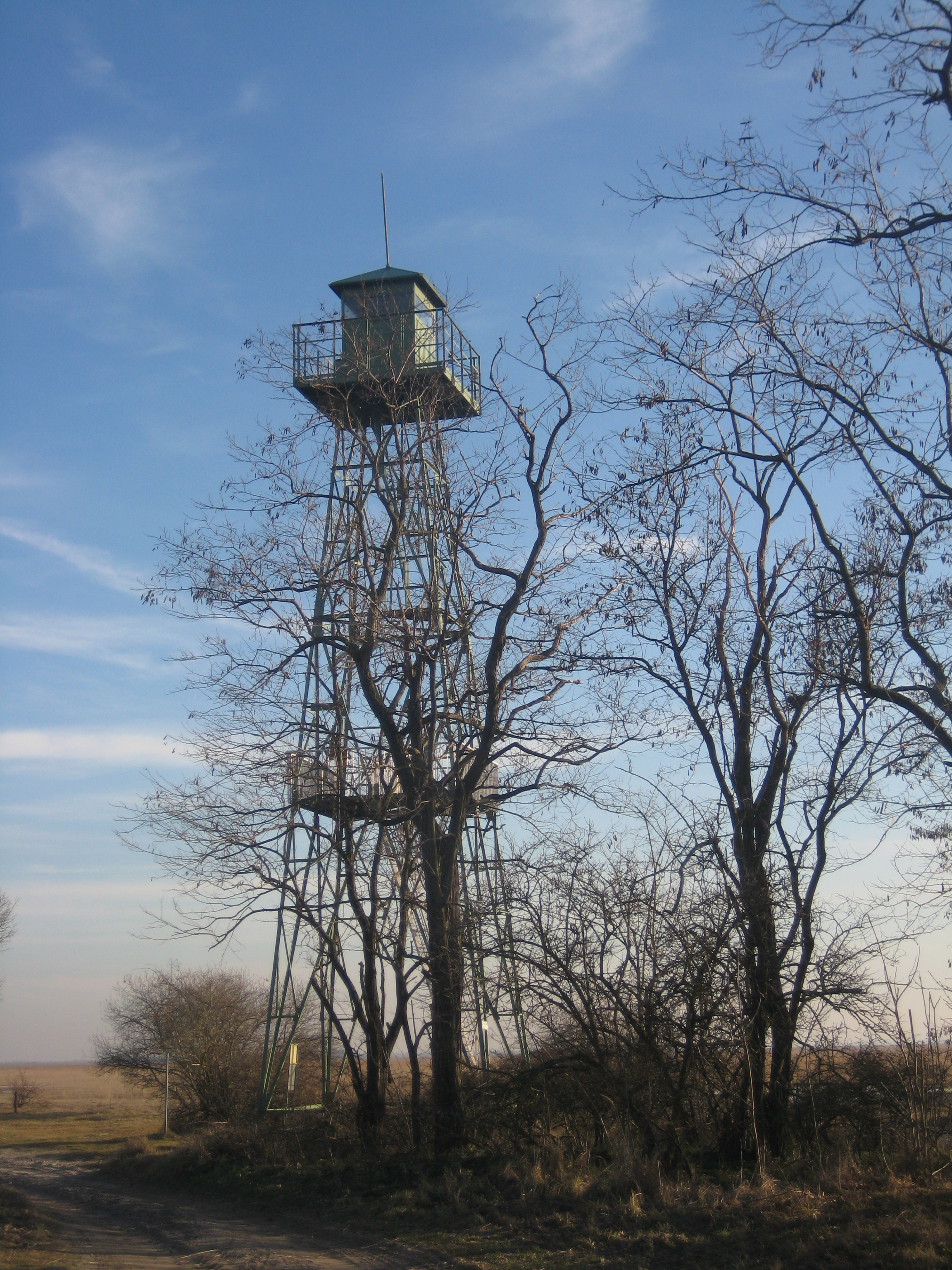
Sandeck – ein ehemaliger Beobachtungsstand am Eisernen Vorhang als Hochstand

Illmitz ist die meistprämierte Weinbaugemeinde Österreichs. Für diesen Erfolg sind klimatische (pannonisches Klima) und regionale geologische Rahmenbedingungen von herausgehobener Bedeutung. Die flachen Senken und Hügel des Seewinkels erzeugen ein spezifisches Mikroklima, was zusammen mit den sandreichen Böden auf dem „Seewinkelschotter“ günstig beeinflusst wird. Die Nähe zum Neusiedler See bedingt eine hohe Luftfeuchtigkeit, zudem begünstigen etwa 2000 Sonnenstunden pro Jahr das Wachstum des Schimmelpilzes Botrytis cinerea, die sogenannte Edelfäule, was die Erzeugung edelsüßer Weine vorteilhaft fördert.

#### Tourismus
Illmitz ist die drittgrößte Tourismusgemeinde des Burgenlandes. Seit den 1950er Jahren ist Illmitz als Tourismusstandort bekannt – sowohl als Naherholungsgebiet der Wiener als auch für Wassersportinteressierte, Radfahrer und Naturfreunde aus ganz Europa. Ein Hochstand steht im Gebiet Sandeck, welcher ein Aussichtsposten des für die Besucher unzugänglichen Kerns des Nationalparks ist. Der Turm stammt aus Zeiten des Eisernen Vorhangs. Als dieser fiel, waren die Beobachtungsposten für Ungarn wertlos und wurden auch an österreichische Interessenten verkauft.

### Bildung
- Kindergarten
- Volksschule
- Neue Mittelschule[6]

### Öffentliche Einrichtungen
- Gemeindeamt
- Tourismusbüro
- Behindertenheim
- Pfarramt
- Pfarrheim

### Nahversorgung
- 2 Kaufhäuser (Einzelhandelsketten Billa und Spar)
- Tankstelle
- Café-Konditorei
- Bäckerei
- Fleischerei

## Politik

### Gemeinderat

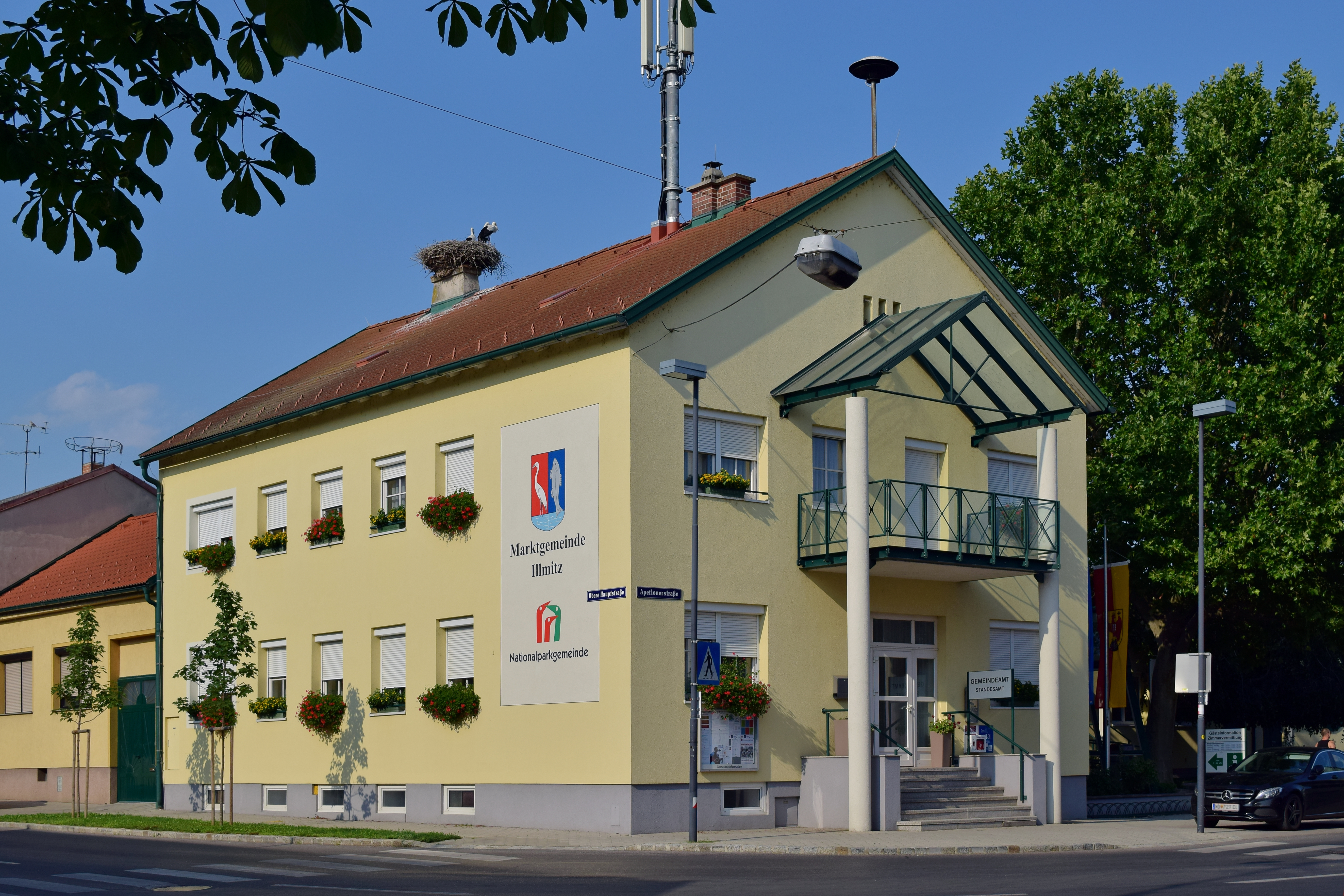
Gemeindeamt Illmitz

Der Gemeinderat umfasst insgesamt 23 Mitglieder.
| Partei          | 2022    | 2022    | 2022    | 2017             | 2017             | 2017             | 2012             | 2012             | 2012             | 2007             | 2007             | 2007             | 2002             | 2002             | 2002             | 1997             | 1997             | 1997             |
| Partei          | Sti.    | %       | M.      | Sti.             | %                | M.               | Sti.             | %                | M.               | Sti.             | %                | M.               | Sti.             | %                | M.               | Sti.             | %                | M.               |
| --------------- | ------- | ------- | ------- | ---------------- | ---------------- | ---------------- | ---------------- | ---------------- | ---------------- | ---------------- | ---------------- | ---------------- | ---------------- | ---------------- | ---------------- | ---------------- | ---------------- | ---------------- |
| SPÖ             | 1143    | 58,71   | 14      | 914              | 50,36            | 12               | 891              | 46,75            | 11               | 956              | 50,05            | 12               | 1000             | 53,33            | 12               | 889              | 52,57            | 12               |
| ÖVP             | 706     | 36,26   | 8       | 699              | 38,51            | 9                | 829              | 43,49            | 10               | 887              | 46,44            | 11               | 875              | 46,67            | 11               | 802              | 47,43            | 11               |
| FPÖ             | 79      | 4,06    | 1       | 202              | 11,13            | 2                | 186              | 9,76             | 2                | 67               | 3,51             | 0                | nicht kandidiert | nicht kandidiert | nicht kandidiert | nicht kandidiert | nicht kandidiert | nicht kandidiert |
| MFG             | 19      | 0,98    | 0       | nicht kandidiert | nicht kandidiert | nicht kandidiert | nicht kandidiert | nicht kandidiert | nicht kandidiert | nicht kandidiert | nicht kandidiert | nicht kandidiert | nicht kandidiert | nicht kandidiert | nicht kandidiert | nicht kandidiert | nicht kandidiert | nicht kandidiert |
| Wahlberechtigte | 2543    | 2543    | 2543    | 2450             | 2450             | 2450             | 2447             | 2447             | 2447             | 2427             | 2427             | 2427             | 2366             | 2366             | 2366             | 2173             | 2173             | 2173             |
| Wahlbeteiligung | 83,25 % | 83,25 % | 83,25 % | 82,33 %          | 82,33 %          | 82,33 %          | 87,25 %          | 87,25 %          | 87,25 %          | 85,50 %          | 85,50 %          | 85,50 %          | 88,80 %          | 88,80 %          | 88,80 %          | 90,52 %          | 90,52 %          | 90,52 %          |

### Bürgermeister
Am 29. Februar 2012 trat Alois Wegleitner (SPÖ) die Nachfolge von Josef Loos (SPÖ) als Bürgermeister an. Diese hatte die Gemeinde seit 1997 angeführt. Bei der Bürgermeisterdirektwahl am 1. Oktober 2017 wurde Wegleitner mit 52,93 % in seinem Amt bestätigt und konnte seine beiden Gegenkandidaten Helene Wegleitner (ÖVP, 35,71 %) und Franz Haider (FPÖ, 11,36 %) distanzieren.
Bei der Wahl 2022 wurde Maximilian Köllner (SPÖ) mit 62,84 Prozent der Stimmen im ersten Durchgang neuer Bürgermeister von Illmitz.

### Ehemalige Bürgermeister
Ehemalige Bürgermeister von Illmitz waren:
| von       | bis       | Bürgermeister              |
| --------- | --------- | -------------------------- |
| 1978      | 1982      | Lorenz Gartner (SPÖ)       |
| 1982      | 1987      | Johann Fleischhacker (ÖVP) |
| 1987      | 1992      | Franz Nekowitsch (SPÖ)     |
| 1992      | 1997      | Franz Wüger (ÖVP)          |
| 1997      | 2012      | Josef Loos (SPÖ)           |
| 2012      | 2022      | Alois Wegleitner (SPÖ)     |
| seit 2022 | seit 2022 | Maximilian Köllner (SPÖ)   |

### Wappen
|  | Blasonierung: „Gespalten; vorne in Rot ein linksgewendeter silberner (weißer) Silberreiher, hinten in Blau ein steigender silberner (weißer) Fisch.“ Die Spaltung in zwei Farben ist unheraldisch. |

### Gemeindepartnerschaften
- Kirchentellinsfurt in Baden-Württemberg (Deutschland)

## Persönlichkeiten
- Manfred Chobot (* 1947), Schriftsteller
- Alois Kracher (1959–2007), Winzer
- Stefan Salzl (* 1948), Tierarzt und Politiker
- Michael Wüger (* 1970), Generalvikar der Diözese Eisenstadt
- Christian Gartner (* 1994), Fußballspieler
- Maximilian Köllner (* 1991), Politiker

### Ehrenringträger
Anlässlich der Festsitzung „800 Jahre Illmitz“ am 20. August 2017 wurde vom Gemeinderat beschlossen, an die ehemaligen Bürgermeister den Ehrenring der Gemeinde zu verleihen:
- Lorenz Gartner, ehemaliger Bürgermeister von Illmitz
- Johann Fleischhacker, ehemaliger Bürgermeister von Illmitz
- Franz Nekowitsch, ehemaliger Bürgermeister von Illmitz
- Franz Wüger, ehemaliger Bürgermeister von Illmitz
- Josef Loos, ehemaliger Bürgermeister von Illmitz

## Sonstiges
- Filmdreh Sissi: Illmitz war in den 1950er Jahren Schauplatz von Dreharbeiten zu Szenen des Filmes Sissi (einer Film-Trilogie um die österreichische Kaiserin Elisabeth). Da der Originalschauplatz Ungarn wegen des Eisernen Vorhanges nicht zur Verfügung stand, wurde das Burgenland als ehemaliges „Deutsch-Westungarn“ gewählt.[15]
- Hauptplatzneugestaltung: In den Jahren 2005/06 wurde der Hauptplatz komplett umgestaltet. Die Seestraße wurde verlegt und die Kreuzung umgebaut, das Brunnengebäude wurde abgerissen und durch einen Neubau ersetzt. Eine Nebenstraße am Hauptplatz wurde gepflastert und teilweise in Schanigärten umgebaut. Das Kriegerdenkmal wurde versetzt und eine neue Straßenbeleuchtung installiert. Das Hauptplatzprojekt wurde jedoch nicht nur als positiv empfunden, die Kosten des Projekts sowie der Abriss des alten Brunnenhauses führten zu erheblichem Unmut in der Ortsbevölkerung.

## Bilderbogen

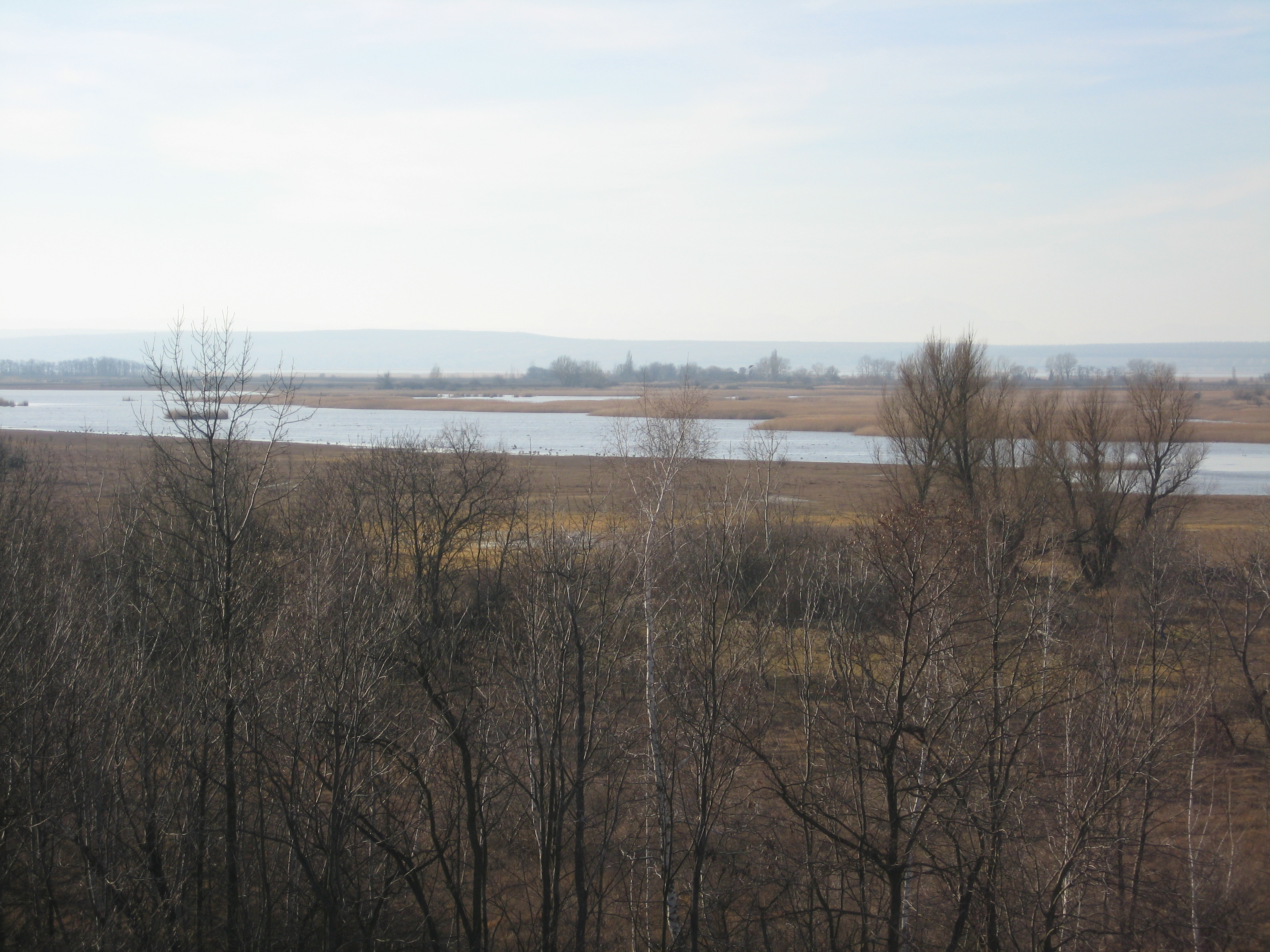
Zicklacke
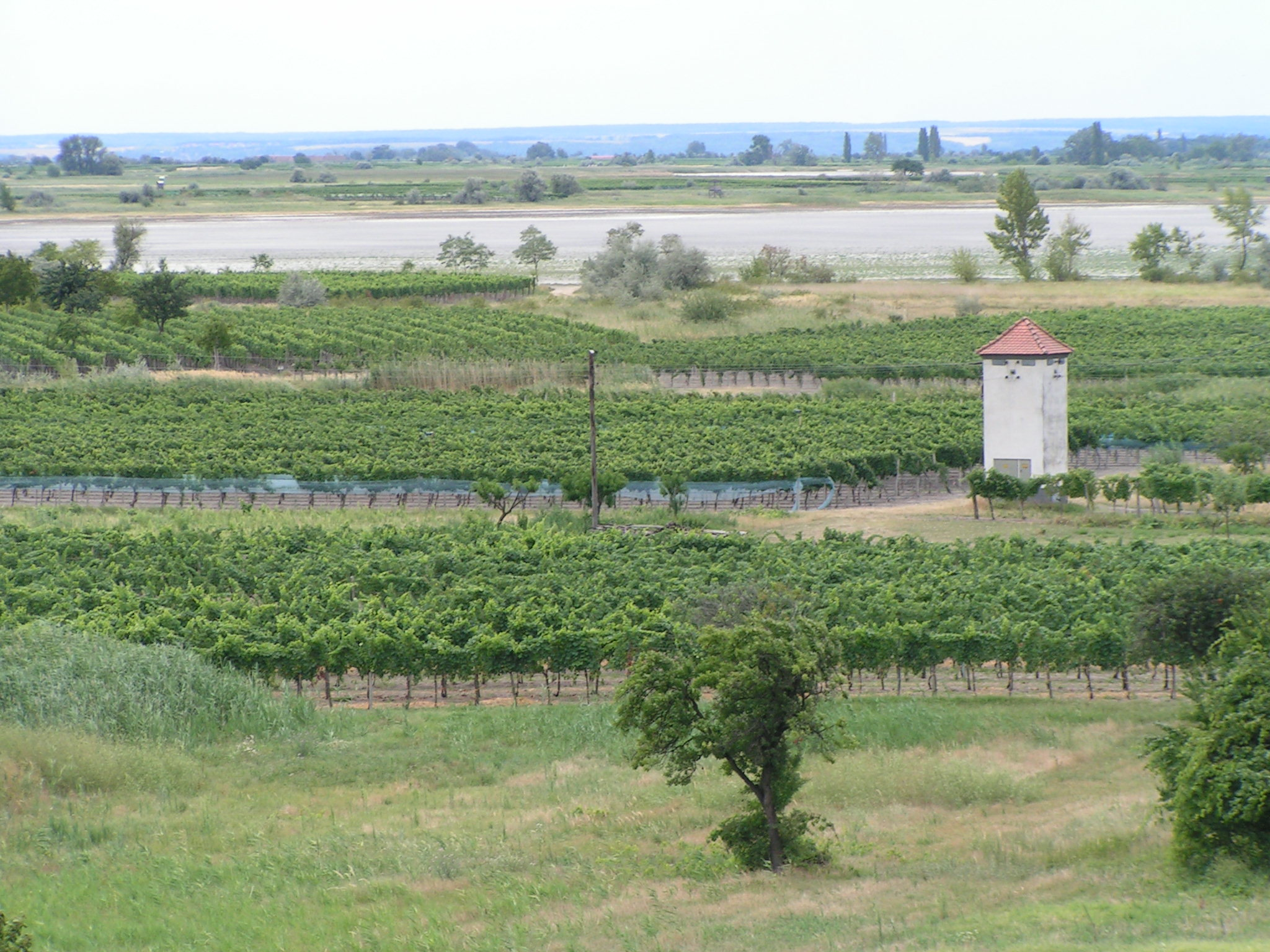
Hölle und Stinkersee
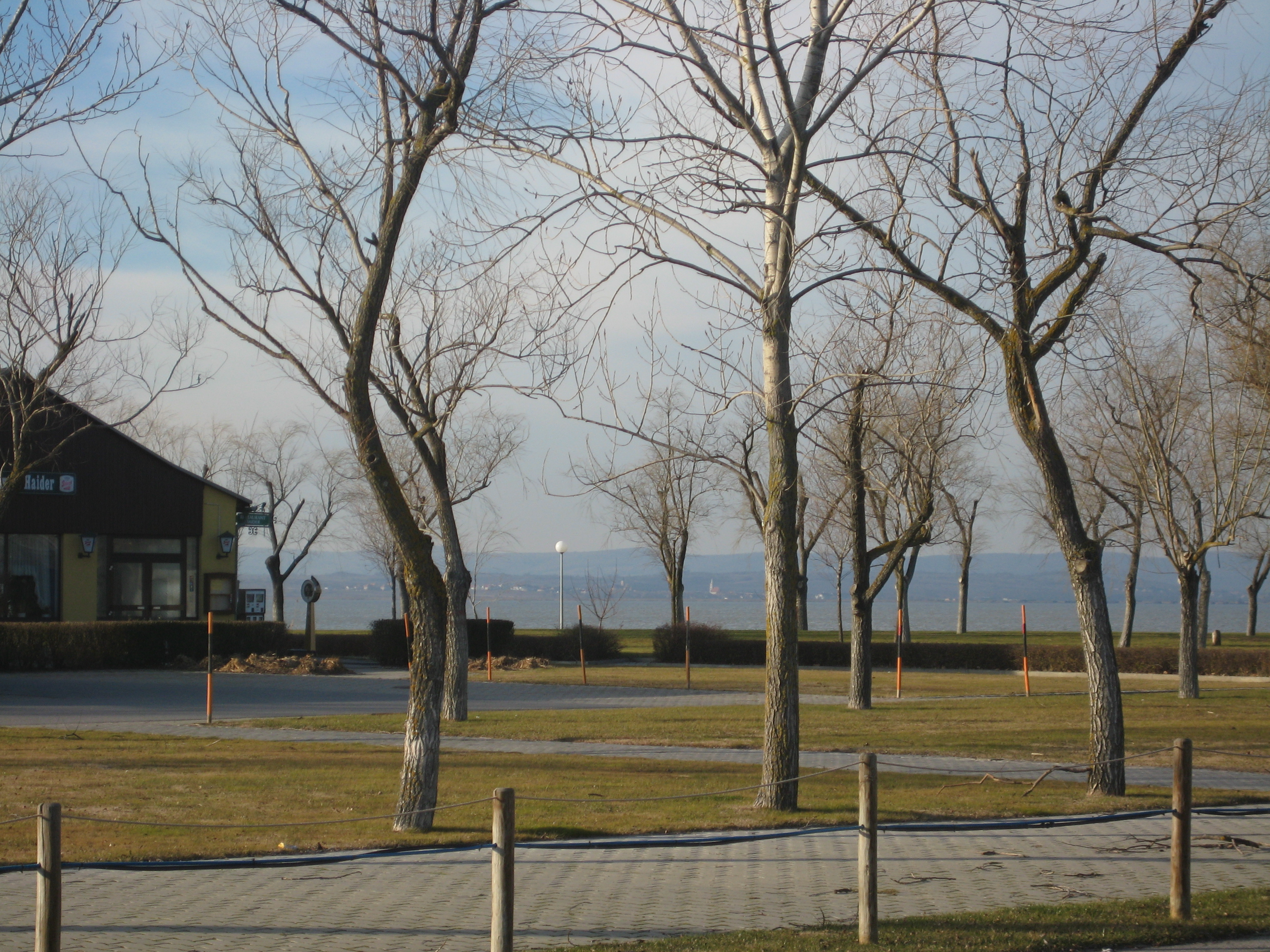
Strandbad Illmitz
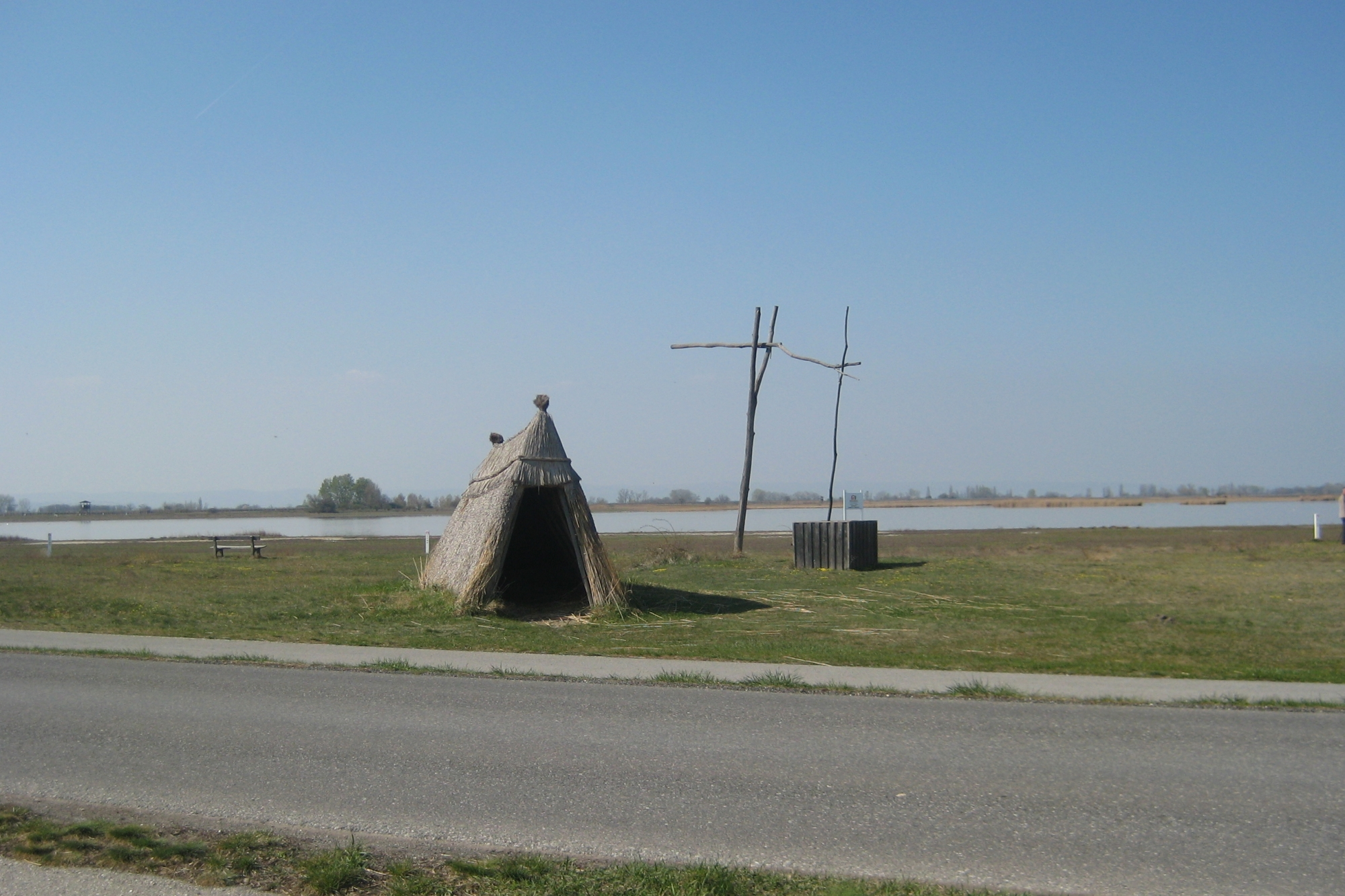
Schilfhütte & Ziehbrunnen vor Zicklacke
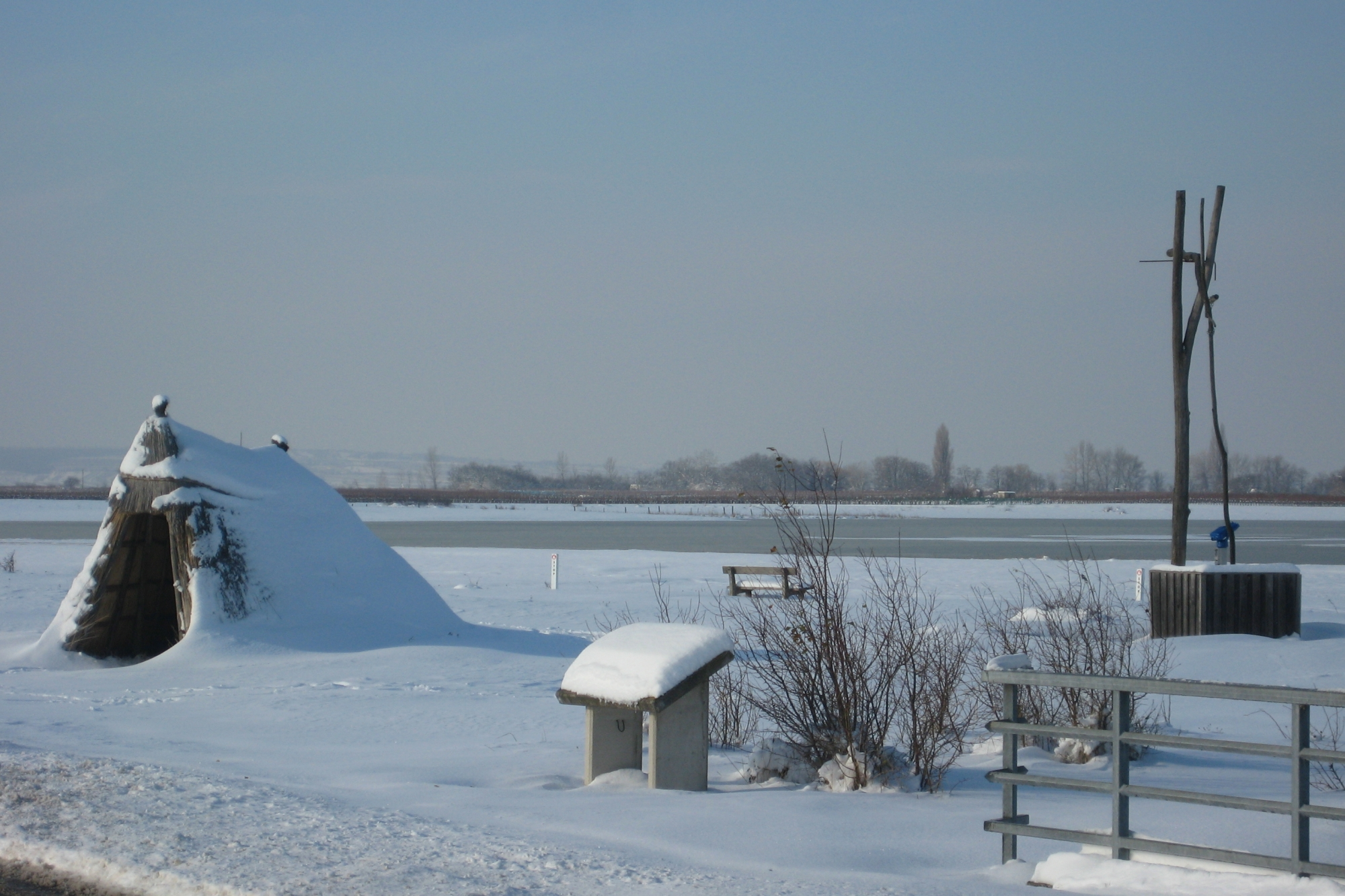
Schilfhütte & Ziehbrunnen vor Zicklacke (Winter)
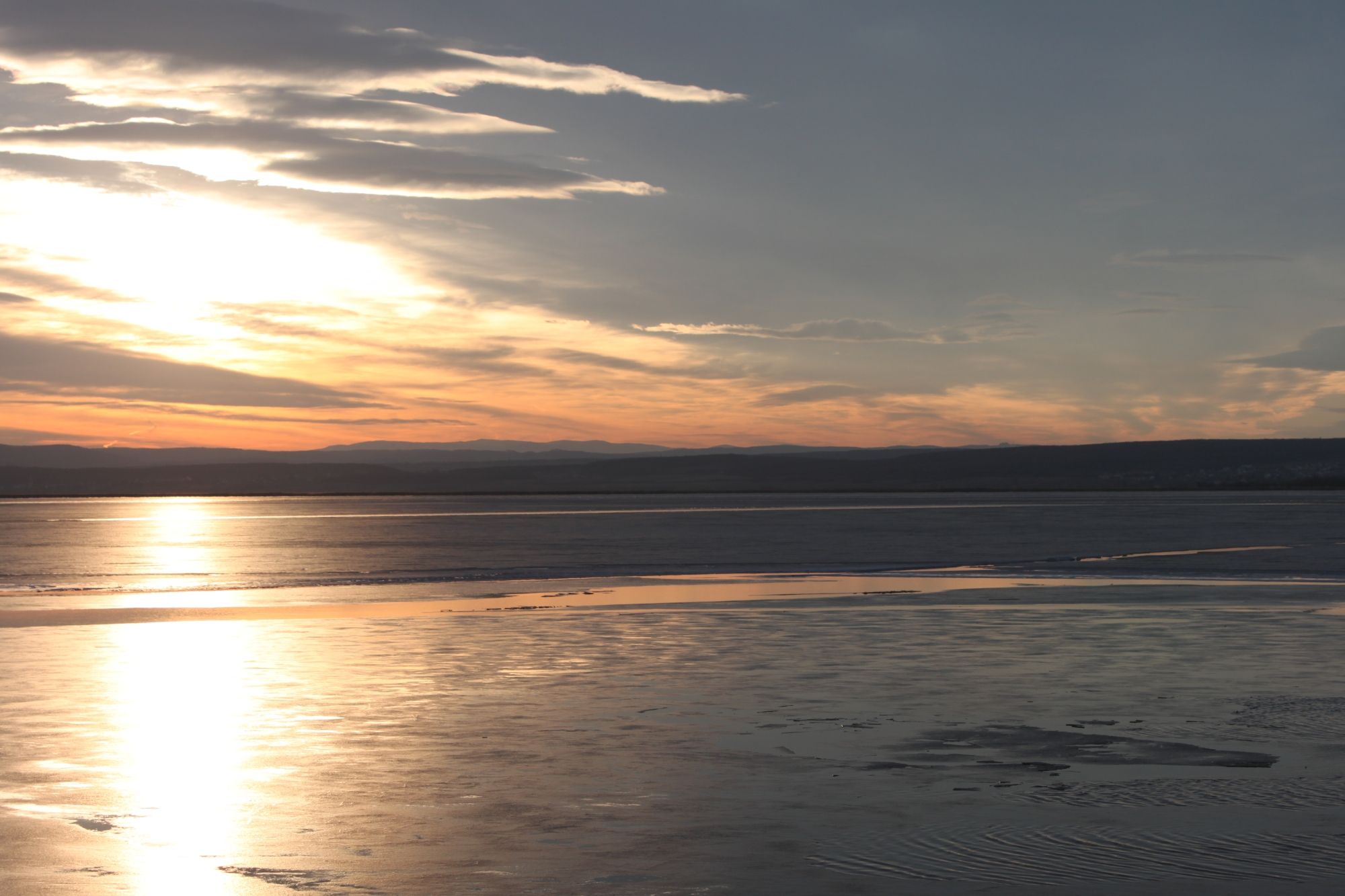
Sonnenuntergang am Neusiedler See im Februar
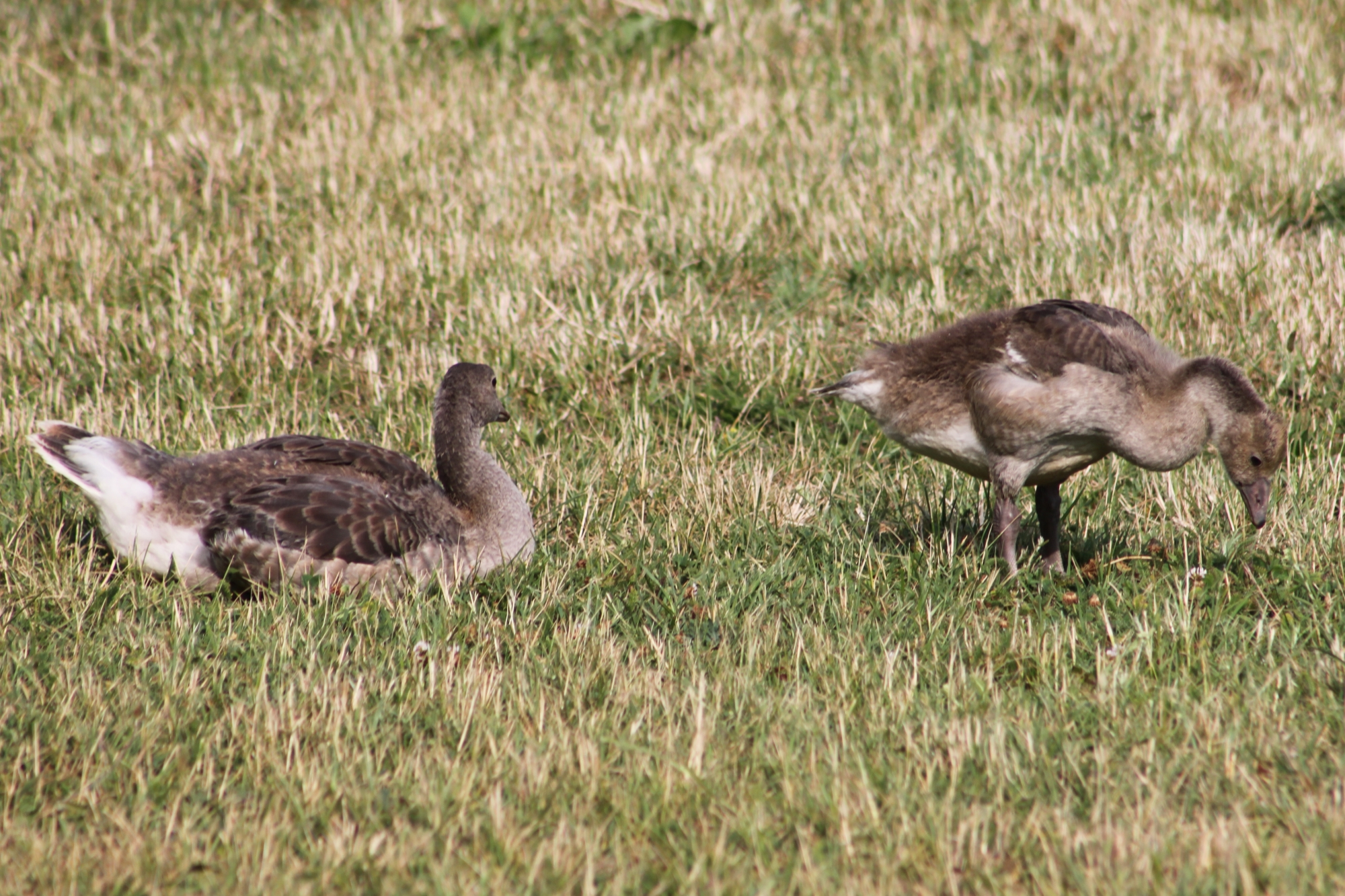
Junge Graugänse im Seewinkel
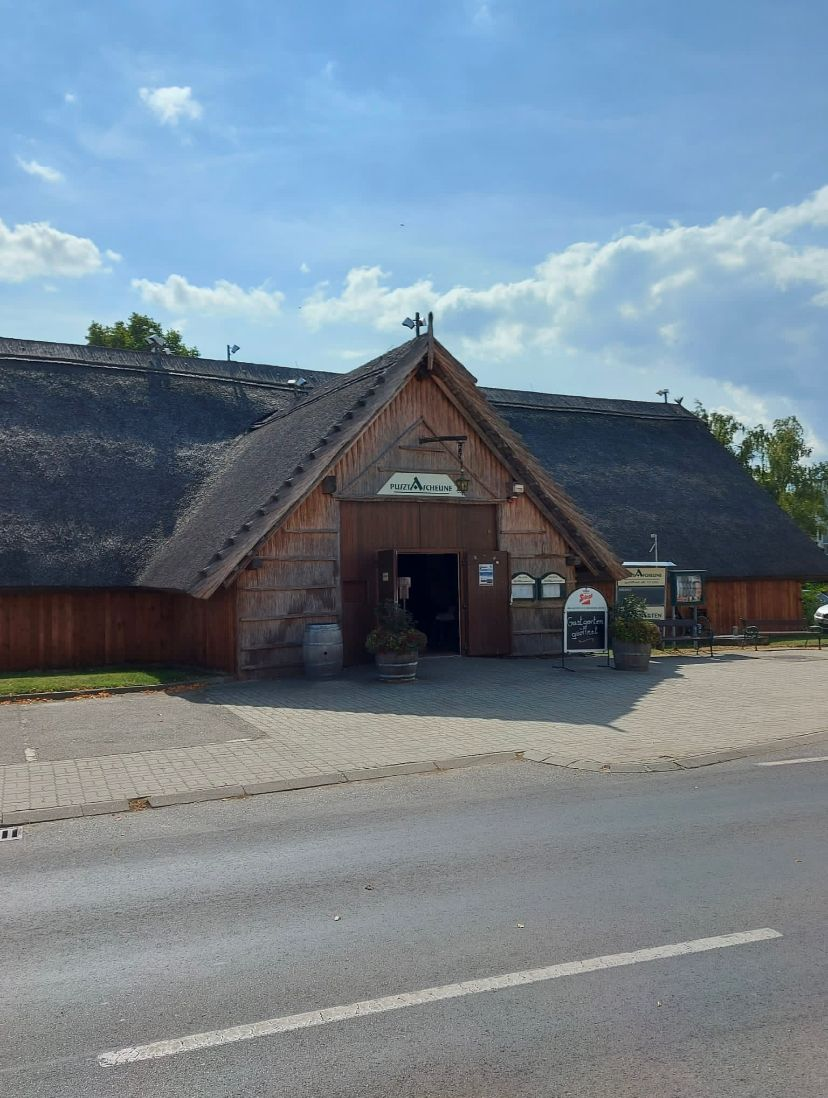
Pusztascheune in Illmitz